# Comuna Kubrat, Razgrad
Obștina Kubrat (comuna Kubrat) este o unitate administrativă în regiunea Razgrad din Bulgaria. Cuprinde un număr de 17 localități.  Reședința sa este orașul Kubrat. Localități componente:
- Kubrat
- Tocilari

## Demografie
Componența etnică a comunei Kubrat
     Turci (50,57%)
     Nicio identificare (8,03%)
     Romi (7,19%)
     Bulgari (33,76%)
     Altele (0,43%)
La recensământul din 2011, populația comunei Kubrat era de 18.355 locuitori. Din punct de vedere etnic, majoritatea locuitorilor (50,57%) erau turci, existând și minorități de bulgari (33,76%) și romi (7,19%). Pentru 8,03% din locuitori nu este cunoscută apartenența etnică.